# Хо, Джессика
Хо Хёнджу́ (кор. 호현주; род. 17 декабря 1988 года, также известная как Джессика Хо или Джесси) — американская рэперша, певица, автор песен и телеведущая корейского происхождения.
Джесси дебютировала в Корее в 2005 году, и стала частью хип-хоп группы Uptown год спустя. После небольшого перерыва она вернулась на сцену как артистка агентства YMC Entertainment и участница хип-хоп трио Lucky J (коллектив распался в 2016 году). В 2019 году Джесси подписала контракт с P Nation, став первой артисткой агентства. Несколько её синглов имели успех в Корее, включая «눈누난나 (Nunu Nana)» и «Don’t Touch Me» в составе проектной группы Refund Sisters.
Джесси является одной из самых популярных телезнаменитостей Кореи. Её популярность возросла после участия в первом сезоне шоу «Дерзкие рэперши» (англ. Unpretty Rapstar), где она заняла второе место. Она также была судьёй в шоу «Рэпер старшей школы» (англ. High School Rapper) и вела собственное ток-шоу «ШоуТервью с Джесси» (англ. Jessi's Showterview). Джесси также известна благодаря участию в телешоу с комедиантом Ю Чжэ Соком, а также как постоянная участница шоу «Шестое чувство» (англ. Sixth Scene).

## Биография
Джесси родилась 17 декабря 1988 года в Куинсе и выросла в Нью-Джерси. У неё в семье, помимо родителей, есть два старших брата. В детстве она подвергалась буллингу со стороны сверстников из-за своей расы. В 15 лет Джесси переехала в Корею после прослушивания в Genie Music, где обучалась в специальной школе для иностранцев вместе с Тиффани (Girls’ Generation) и Джессикой. Она также проходила прослушивание в SM Entertainment, однако вскоре ушла из агентства, так как её музыкальный стиль отличался от того, что предлагала компания.

## Карьера

### 2005—18: Дебют и Lucky J
1 декабря 2005 года Джесси выпустила дебютный мини-альбом Get Up; по итогам года пластинка стала 49-й самой продаваемой в стране. В 2006 году она принимала участие в записи восьмого студийного альбома Testimony корейской хип-хоп группы Uptown, заменив Юн Ми Рэ. 15 января 2009 года был выпущен цифровой сингл «인생은 즐거워 (The Rebirth)», после чего взяла перерыв в карьере и вернулась обратно в США.

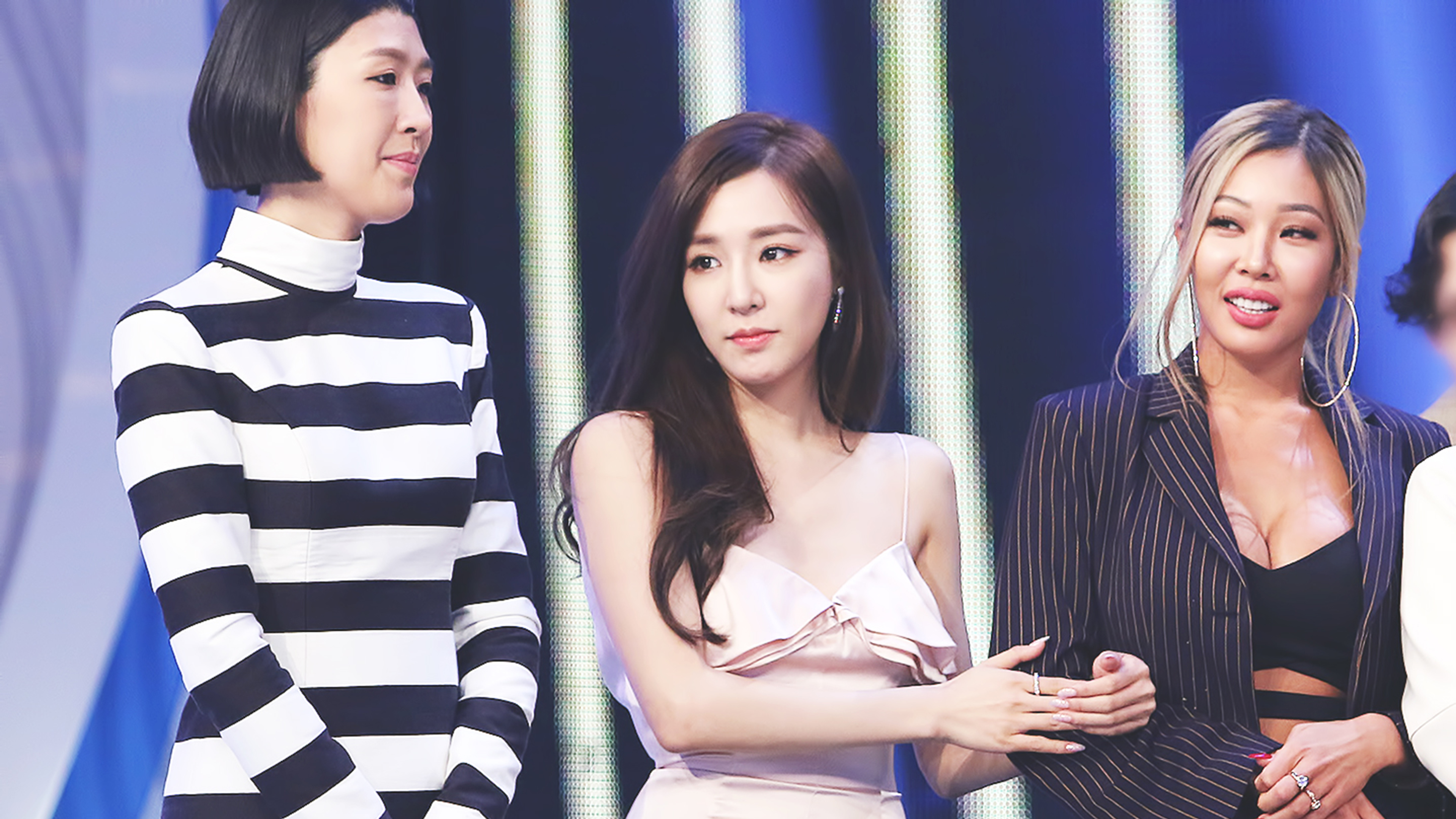
Джесси (крайняя справа) на KBS Entertainment Awards, 2016 год

В июле 2014 года Джесси подписывает контракт с YMC Entertainment и дебютирует в хип-хоп трио Lucky J. С января по март 2015 года она участвовала в реалити-шоу «Дерзкие рэперши», где по итогам зрительского голосования заняла второе место. В апреле Пак Чин Ён выпустил цифровой сингл «어머님이 누구니 (Who’s Your Mama?)», записанный при участии Джесси, который впоследствии стал одной из популярнейших песен года. 15 сентября был выпущен цифровой сингл «쎈언니 (Ssenunni)». 16 октября она впервые выступила в Лос-Анджелесе с хип-хоп дуэтом Mighty Mouth. В 2016 году Джесси стала одной из постоянных участниц шоу «Онни — гарантированный успех». 13 июля 2017 года был выпущен второй мини-альбом Un2verse. 6 июля 2018 года был выпущен сингл «Down».

### 2019 — настоящее время: Прорыв в карьере

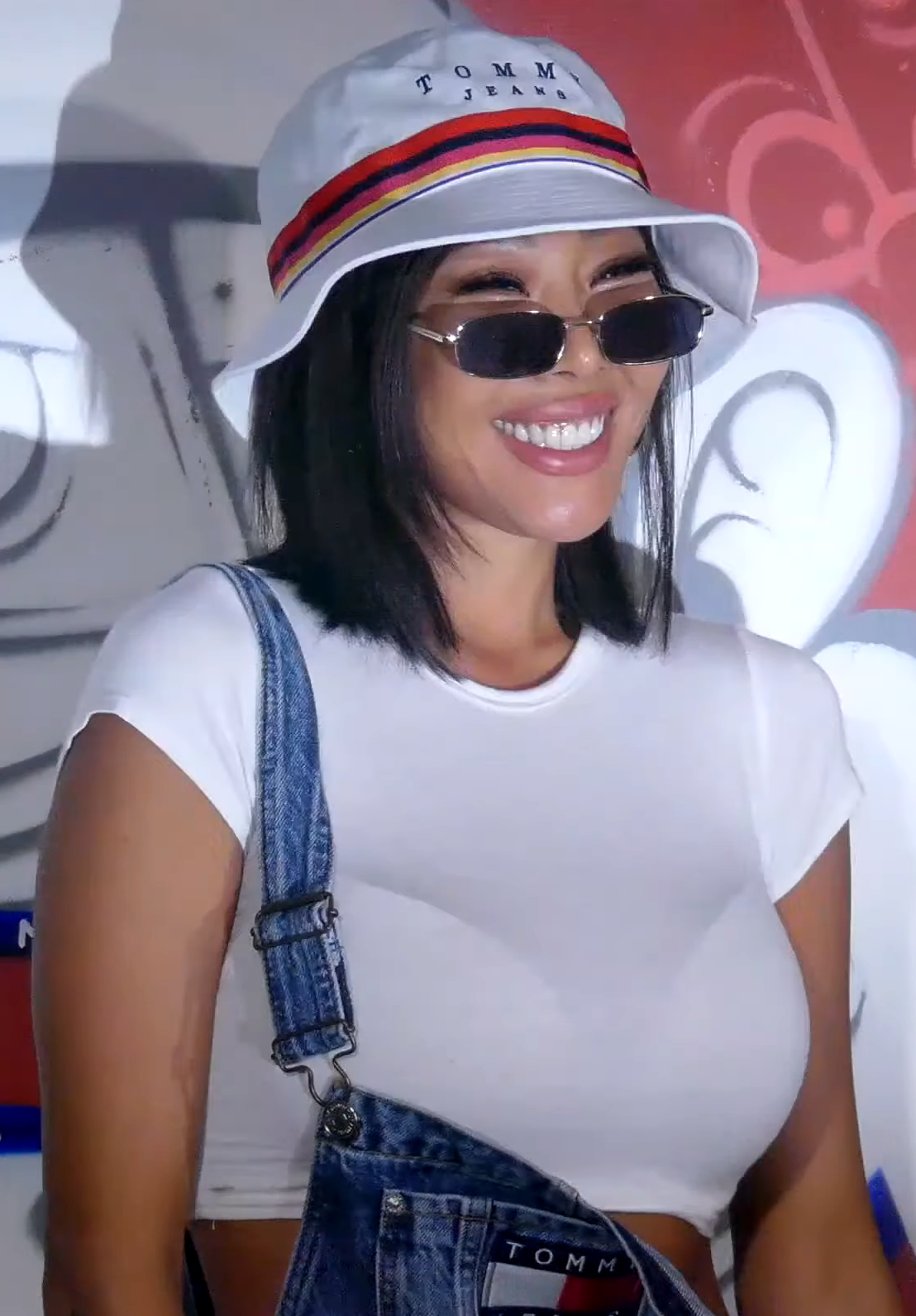
Джесси на открытии магазина в Сеуле, 2019 год

24 января 2019 года Джесси подписала контракт с P Nation, став первой артисткой агентства. 23 сентября был выпущен цифровой сингл «Who Dat B». 2 ноября был выпущен сингл «Drip» с Джей Паком.
4 июня 2020 года состоялась премьера первого эпизода ток-шоу «ШоуТервью с Джесси». 30 июля был выпущен третий мини-альбом Nuna; сингл «눈누난나 (Nunu Nana)» стал первым в карьере Джесси, дебютировавшим в топ-10 Gaon Digital Chart. 14 августа состоялся релиз видеоклипа «Numb», который стал последним синглом в поддержку Nuna. В августе Джесси также стала участницей первого сезона шоу «Зависни с Ю», в рамках которого была сформирована проектная группа Refund Sisters вместе с Ли Хёри, Ом Чонхвой и Хвасой; 10 октября они выпустили дебютный сингл «Don’t Touch Me». Ранее, в сентябре, исполнительница вновь объединилась с Ю Чжэ Соком в шоу «Шестое чувство».
17 марта 2021 года Джесси выпустила цифровой сингл «어떤X (What Type of X)». 12 октября был выпущен сингл «Cold Blooded», снятый совместно с танцевальной командой шоу «Уличная женщина-боец». 24 ноября Эд Ширан выпустил ремикс сингла "Shivers совместно с Джесси и Сонми.
13 апреля 2022 года был выпущен цифровой сингл «Zoom», который стал очень популярным в TikTok. 29 мая Сай выпустил девятый студийный альбом Psy 9th, композиция «Ganji» была записана при участии Джесси. 6 июля стало известно, что Джесси покидает P Nation после неудачной попытки возобновления контракта. На следующий день, 7 июля, исполнительница опровергла слухи об уходе индустрии; Джесси подчеркнула, что ей необходим перерыв, и для неё это только новое начало.

## Личная жизнь

### Обвинение в нападении
12 июня 2013 года, когда у Джесси был перерыв от деятельности, против неё были выдвинуты обвинения об участии в предполагаемом нападении. 13 июня жертва нападения сняла все обвинения с исполнительницы, и дело было закрыто.

### Обвинение в нападении на менеджера
В начале ноября 2015 года в сети появилась статья, где говорилось о рэпере, который напал на своего менеджера, после чего предположили, что это могла быть Джесси. YMC опровергли слухи, заявив, что Джесси никогда не нападала на персонал, который с ней работает.

### Обвинение в драке
17 ноября 2016 года появилась информация о том, что Джесси участвовала в драке. Согласно заявлению полиции, конфликт произошёл во время съёмок видеоклипа в Каннамгу, и в нём участвовали две стороны: команда Джесси и команда предполагаемой жертвы (мужчина). Изначально ссора произошла лишь на словах, после чего переросла в драку. Жертва обвинила в нападении Джесси, в то время как сама рэперша всё отрицала. Конфликт, по итогу, решился на месте. YMC сделали официальное заявление, где подчеркнули, что драки не было, и ссора возникла из-за недопонимания; также Джесси и жертва были знакомы ранее и встретились впервые за долгое время.

### Отношения
15 февраля 2017 года портал Osen разместил статью, где были опубликованы фотографии Джесси с рэпером Dumbfoundead; по информации журналистов, пара была в отношениях на расстоянии на протяжении некоторого времени. 16 февраля YMC опубликовали заявление, где объявили, что артисты действительно состояли в отношениях, но расстались незадолго до выхода репортажа.
В конце июня 2022 года появились слухи о том, что Джесси беременна, однако она лично опровергла эту информацию, хотя сказала, что была бы не против беременности, так как давно хочет ребёнка. Также в СМИ появилась информация о романе рэперши с Джей Паком, но всё было опровергнуто.

## Дискография

### Мини-альбомы
- Get Up (2005)
- Un2Verse (2017)
- Nuna (2020)

## Написание песен
Вся информация взята из базы Корейской ассоциации авторского права на музыку (КМСА) и с сайта Melon.
| Год  | Альбом                                         | Артист        | Песня                                          |
| ---- | ---------------------------------------------- | ------------- | ---------------------------------------------- |
| 2005 | Get Up                                         | Джесси        | «WTH»                                          |
| 2005 | Get Up                                         | Джесси        | «Missin’ U (English Version)»                  |
| 2005 | Get Up                                         | Джесси        | «All I Need… 1-2 Step (English Version)»       |
| 2015 | Unpretty Rapstar                               | Джесси        | «My Type»                                      |
| 2015 | Unpretty Rapstar                               | Джесси        | «Unpretty Dreams»                              |
| 2015 | Синглы, не относящиеся к альбомам              | Джесси        | «I Want to Be»                                 |
| 2015 | Синглы, не относящиеся к альбомам              | Джесси        | «Strong Sister»                                |
| 2015 | Синглы, не относящиеся к альбомам              | Джесси        | «Heel Up» (совместно с Dok2)                   |
| 2016 | It’s Good Luck                                 | Джесси        | «It’s Good Luck»                               |
| 2016 | It’s Good Luck                                 | Джесси        | «쾌지나 칭칭나네 (Kwijina Ching Ching Nane)»   |
| 2017 | High School Rapper Regional Competition Part.2 | Джесси        | «I’m Good»                                     |
| 2017 | Un2verse                                       | Джесси        | «Gucci»                                        |
| 2017 | Un2verse                                       | Джесси        | «Boing» (совместно с Чанмо)                    |
| 2017 | Un2verse                                       | Джесси        | «My Walk» (совместно с Year of the OX)         |
| 2017 | Un2verse                                       | Джесси        | «Spirit Animal»                                |
| 2017 | Un2verse                                       | Джесси        | «Arrived»                                      |
| 2017 | Mix and the City Part.3                        | Джесси        | «Love Me When I’m Gone»                        |
| 2018 | Синглы, не относящиеся к альбомам              | Джесси        | «Thorn»                                        |
| 2018 | Синглы, не относящиеся к альбомам              | Джесси        | «Down»                                         |
| 2019 | Kill Bill Special Stage                        | Джесси        | «One Match» (совместно с DoubleK)              |
| 2019 | Kill Bill Special Stage                        | Джесси        | «Wet’S» (совместно с Flowsik)                  |
| 2019 | Синглы, не относящиеся к альбомам              | Джесси        | «Who Dat B»                                    |
| 2019 | Синглы, не относящиеся к альбомам              | Джесси        | «Drip» (совместно с Джей Паком)                |
| 2020 | Nuna                                           | Джесси        | «눈누난나 (Nunu Nana)»                         |
| 2020 | Nuna                                           | Джесси        | «STAR»                                         |
| 2020 | Nuna                                           | Джесси        | «Put It on Ya» (совместно с BM из Kard, nafla) |
| 2020 | Nuna                                           | Джесси        | «Numb»                                         |
| 2021 | Синглы, не относящиеся к альбомам              | Джесси        | «어떤X (What Type of X)»                       |
| 2021 | Синглы, не относящиеся к альбомам              | Джесси        | «Cold Blooded»                                 |
| 2021 | Синглы, не относящиеся к альбомам              | Secret Number | «Fire Saturday»                                |
| 2022 | Сингл, не относящийся к альбому                | Джесси        | «Zoom»                                         |
| 2022 | Psy 9th                                        | Сай           | «Ganji»                                        |

Примечание: Джесси также является одним из композиторов «Numb».

## Фильмография
| Год  |   | Русское название    | Оригинальное название | Роль  |
| ---- | - | ------------------- | --------------------- | ----- |
| 2021 | с | Какая-никакая семья | Somehow Family        | Камео |

## Телевизионные программы
| Год       | Программа                      |
| --------- | ------------------------------ |
| 2015      | «Дерзкие рэперши»              |
| 2015      | «Настоящий мужчина 3»          |
| 2015      | «Лучший певец в маске»         |
| 2016      | «Онни — гарантированный успех» |
| 2016      | «Фестиваль песенного дуэта»    |
| 2017      | «Рэпер старшей школы»          |
| 2018      | «Лучший певец в маске»         |
| 2020—2022 | «Шестое чувство»               |
| 2020      | «Зависни с Ю»                  |
| 2020      | «Закон джунглей»               |
| 2020—2021 | «Cap-teen»                     |

### Веб-шоу
| Год       | Программа            |
| --------- | -------------------- |
| 2020—2022 | «ШоуТервью с Джесси» |

## Награды и номинации
| Год  | Церемония                     | Номинация                                     | Что номинировано                             | Результат |
| ---- | ----------------------------- | --------------------------------------------- | -------------------------------------------- | --------- |
| 2016 | KBS Entertainment Awards      | Лучший новичок в варьете                      | Джесси                                       | Номинация |
| 2016 | Korea Cable TV Awards         | Лучшая певица                                 | Джесси                                       | Победа    |
| 2016 | Style Icon Asia               | Крутая развязность                            | Джесси                                       | Победа    |
| 2020 | The Fact Music Awards         | Лучший исполнитель                            | Джесси                                       | Победа    |
| 2020 | The Fact Music Awards         | Награда за популярность                       | Джесси                                       | Номинация |
| 2020 | Mnet Asian Music Awards       | Мировая икона                                 | Джесси                                       | Номинация |
| 2020 | Mnet Asian Music Awards       | Лучшее сольное танцевальное выступление       | «눈누난나 (Nunu Nana)»                       | Номинация |
| 2020 | Mnet Asian Music Awards       | Любимое женское танцевальное выступление      | «눈누난나 (Nunu Nana)»                       | Победа    |
| 2020 | Mnet Asian Music Awards       | Песня Года                                    | «눈누난나 (Nunu Nana)»                       | Номинация |
| 2020 | MBC Entertainment Awards      | Награда за успехи в категориях музыка/ток-шоу | «Ведущий, мешающий смотреть» и «Зависни с Ю» | Победа    |
| 2020 | SBS Entertainment Awards      | Награда новичка                               | «ШоуТервью с Джесси»                         | Победа    |
| 2021 | Asia Artist Awards            | Награда за популярность (женское соло)        | Джесси                                       | Номинация |
| 2021 | Brand Customer Loyalty Awards | Лучший сольный женский артист                 | Джесси                                       | Номинация |
| 2021 | Gaon Chart Music Awards       | Песня Года — Июль                             | «눈누난나 (Nunu Nana)»                       | Номинация |
| 2021 | Golden Disk Awards            | Лучший сольный артист                         | Джесси                                       | Номинация |
| 2021 | Korea First Brand Awards      | Лучший R&B/хип-хоп артист                     | Джесси                                       | Победа    |
| 2021 | Korea First Brand Awards      | Горячая икона                                 | Джесси                                       | Победа    |
| 2021 | Mnet Asian Music Awards       | Лучшая музыка в жанрах хип-хоп и урбан        | «어떤X (What Type of X)»                     | Номинация |
| 2021 | Seoul Music Awards            | Награда Бонсан                                | Джесси                                       | Номинация |
| 2021 | Seoul Music Awards            | Награда за популярность                       | Джесси                                       | Номинация |
| 2021 | Seoul Music Awards            | Награда за популярность (корейская волна)     | Джесси                                       | Номинация |
| 2021 | Seoul Music Awards            | Лучшее R&B/хип-хоп                            | «눈누난나 (Nunu Nana)»                       | Победа    |